# 细无锚参
细无锚参（学名：Anapta gracilis）为锚参科无锚参属的动物。分布于桑给巴尔、东非、孟加拉湾、菲律宾、印度尼西亚以及中国大陆的广西等地，一般生活于潮间带低潮区的泥底。该物种的模式产地在菲律宾群岛。
其种加词来源于拉丁文“gracilis”，意为“纤细的”。